# 金精神

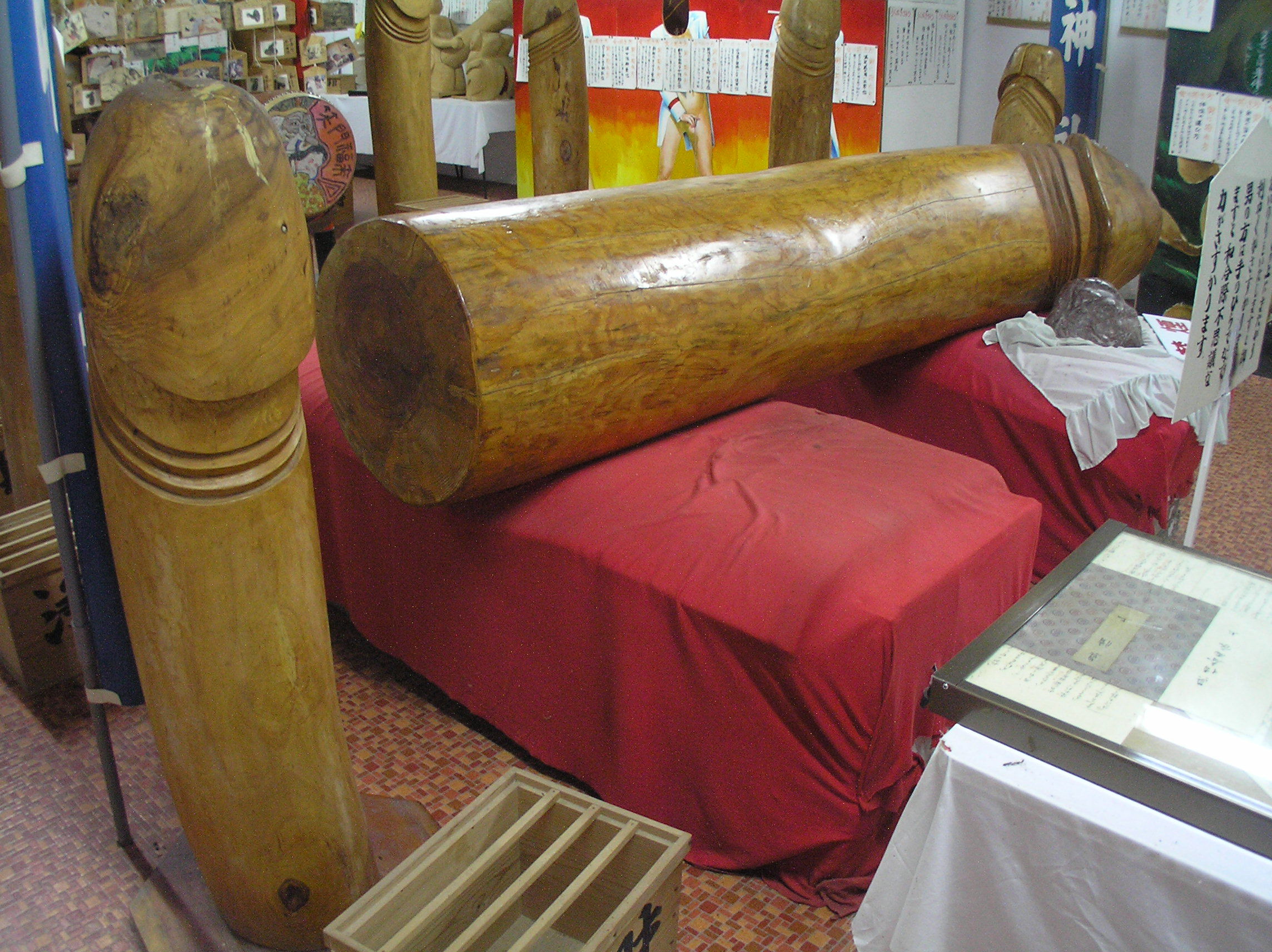
立川神社の金精神

金精神（こんせいしん）は、金精大明神（こんせいだいみょうじん）、金精様（こんせいさま）などとも呼ばれ、男根の形をした御神体を祀った神の一柱である。「金精」以外に、金勢、金清、金生、魂生、根性、根精などさまざまな当て字がされている。広義では男根の形をした御神体を祀った神全般を指すこともある。
同じく男根の形をした御神体を祀った道祖神（塞の神）と混同されることが多いが、基本的に男根形の道祖神（塞の神）と金精神は異なる神である。しかし、栃木県などの一部の地域では金精神と道祖神が習合してしまっている例が多い。

## 解説
金精神は勃起した男根の形をしており、金は金色に輝くような、精は勢であり精力絶倫な男根を意味しているとされる。
金精神は、豊穣や生産に結びつく性器崇拝の信仰によるものから始まったとされている。子宝、安産、縁結び、下の病や性病などに霊験があるとされるが、他に豊穣や生産に結びつくことから商売繁盛にも霊験があるとされている。祈願者は石や木や金属製の男根を奉納して祈願する。
金精神を祀った神社は全国各地にあるが、特に東日本の東北地方から関東地方にかけての地域に多くみられる。
金精神を祀る神社としては、金属製の男根を御神体としていた岩手県盛岡市巻堀の巻堀神社や、巨根として知られる道鏡の男根を御神体として祀ったのが始まりとされる栃木県日光市と群馬県利根郡片品村との境の金精峠に鎮座する金精神社などが有名である。なお、古来より温泉は女陰であるとされていることから、温泉が枯れずに湧き続けるように男根である金精神を祀っているという温泉も多い。金精神を祀っている温泉としては、岩手県花巻市の大沢温泉や秋田県鹿角市の蒸ノ湯温泉などが知られている。山口県長門市の麻羅観音は寺であるが、金精神に似た数多くの男根の石像が祭られている。

## 関連書籍
- 根岸鎮衛 『耳嚢』 - 江戸時代の随筆。金精神についての逸話を収録。2015年現在は岩波書店より全3巻で出版されている。
  - 根岸鎮衛著、長谷川強校注 『耳嚢』上、岩波書店〈岩波文庫〉、1991年1月。ISBN 978-4-00-302611-3。
  - 根岸鎮衛著、長谷川強校注 『耳嚢』中、岩波書店〈岩波文庫〉、1991年3月。ISBN 978-4-00-302612-0。
  - 根岸鎮衛著、長谷川強校注 『耳嚢』下、岩波書店〈岩波文庫〉、1991年6月。ISBN 978-4-00-302613-7。